# Jeldeh Bākhān
Jeldeh Bākhān (persiska: جلده باخان) är en ort i Iran.   Den ligger i provinsen Östazarbaijan, i den nordvästra delen av landet, 400 km nordväst om huvudstaden Teheran. Jeldeh Bākhān ligger 1 834 meter över havet och antalet invånare är 784.
Terrängen runt Jeldeh Bākhān är varierad. Runt Jeldeh Bākhān är det ganska glesbefolkat, med 40 invånare per kvadratkilometer. Närmaste större samhälle är Sarāb, 17,2 km nordväst om Jeldeh Bākhān. Trakten runt Jeldeh Bākhān består i huvudsak av gräsmarker.